# Grete Ellingsen
Grete Ellingsen (nascida a 20 de janeiro de 1976) é uma política norueguesa do Partido Conservador.
Foi Secretária de Estado no Ministério do Governo Local e Modernização de 2015 a 2017, servindo no governo de Solberg. Ela serviu também como vice-representante no Parlamento da Noruega por Nordland durante o mandato de 2009 – 2013, embora sem se reunir na sessão parlamentar. Ela também foi presidente de Sortland de 2011 a 2015.
Ela é formada como uma jurista.